# H. Wilfried Bennert
H. Wilfried Bennert (n. 1945) es un botánico y pteridólogo alemán que desarrolla sus actividades académicas en la Universidad Ruhr-Bochum, Bochum. Ha trabajado extensamente en especies amenazadas de las pteridófitas.

## Algunas publicaciones
- h. wilfried Bennert, helga Rasbach, kurt Rasbach, tadeus Reichstein. 1988. Asplenium × rosselloi (= A. balearicum × A. onopteris; Aspleniaceae), a New Fern Hybrid from Menorca, Balearic Islands. Willdenowia 17 ( 1/2) : 181-192
- helga Rasbach, kurt Rasbach, tadeus Reichstein, h. Wilfried Bennert. 1990. Asplenium trichomanes subsp. coriaceifolium, a New Subspecies and Two New Intraspecific Hybrids of the A. trichomanes Complex (Aspleniaceae, Pteridophyta). I. Nomenclature and Typification. Willdenowia 19 ( 2 ) : 471-474
- h. wilfried Bennert, piyakaset Suksathan, karsten Horn. 2007. Diphasiastrum multispicatum (J.H.Wilce) Holub (Lycopodiaceae) in Thailand. Am. Fern J. 97 ( 3 ) : 155-165

- La abreviatura «Bennert» se emplea para indicar a H. Wilfried Bennert como autoridad en la descripción y clasificación científica de los vegetales.[2]